# Přísaha a Motoristé
Přísaha a Motoristé byla volební koalice českých politických stran založená hnutím Přísaha a pražskou komunální stranou Motoristé sobě pro volby do Evropského parlamentu v roce 2024.

## Historie
Přísaha a Motoristé začali spolupracovat po volbách do zastupitelstev obcí v roce 2022. V těchto volbách získala Přísaha celostátně 51 zastupitelů, což bylo pod jejich očekávání. V Pohořelicích, domovském městě lídra Přísahy Roberta Šlachty, získala strana 41,28 % hlasů a 9 z 21 mandátů. Všechny ostatní strany však v Pohořelicích sestavily jednotnou koalici proti Přísaze.
Motoristé sobě vyjádřili záměr stát se součástí pražské vládní koalice, ale nepodařilo se jim překonat pětiprocentní volební práh a nezískali žádné křeslo v pražském zastupitelstvu. Na podzim 2023 obě strany oznámily záměr spolupracovat v nadcházejících senátních volbách v roce 2024 a Motoristé uvedli, že podpoří Šlachtovu kandidaturu do Senátu.
Přibližně ve stejné době oznámila Přísaha svůj záměr kandidovat ve volbách do Evropského parlamentu, přičemž lídr jihočeské Přísahy byl pravděpodobným lídrem kandidátky. Mezitím Motoristé jednali se Svobodnými o společné kandidátní listině pro volby. V lednu 2024 však obě strany podepsaly memorandum a oznámily vznik koalice pro volby do Evropského parlamentu. Koalice oznámila plánovaný volební rozpočet ve výši zhruba šesti milionů korun.
Přísaha a Motoristé ve volbách získali 10,26 % hlasů a 2 z 21 mandátů, což výrazně překonalo očekávání. Volební lídr koalice Filip Turek získal 152 196 preferenčních hlasů, což je druhý nejvyšší počet pro individuálního kandidáta v České republice. Podle odborníků získal Turek podporu jak od voličů ANO a SPD, tak i mezi nevoliči. Koalice byla také úspěšnější v menších městech a měla celkově nejmladší elektorát. Někteří odborníci vyjádřili pochybnosti, že by koalice mohla zopakovat svůj úspěch v parlamentních volbách, jež se budou konat v roce 2025.

## Obvinění z neonacismu
Krátce před volbami do Evropského parlamentu v roce 2024 zveřejnilo několik médií fotografie volebního lídra Filipa Turka, jak za jízdy předvádí nacistický pozdrav, a také snímek jeho staré závodní helmy ozdobené logem řecké krajně pravicové organizace Zlatý úsvit. Bylo také zjištěno, že mezi jeho minulé aktivity na Facebooku patřily příspěvky, v nichž chválil Hitlera jako „zlatého tatíčka“ a uváděl, že do svého auta vždy natankuje 88 litrů benzinu, protože je to „velmi kulaté číslo“. Svému domu také přezdíval „Adlerhorst“. Turek také uvedl, že vlastní několik předmětů s nacistickou svastikou a symboly SS.
Turek sice popřel, že by byl neonacistou, ale policie České republiky zahájila vyšetřování jeho gest. Stáhl se také ze zbývajících předvolebních debat. Po volbách opět popřel, že by byl neonacistou, a uvedl, že jeho staré kontroverzní fotografie a příspěvky na sociálních sítích jsou výsledkem jeho „ostrého a brutálního humoru“ a/nebo chyb z mládí.

## Členské strany
| Strana | Strana         | Hlavní ideologie       | Lídr           | Složení seznamu EP |
| ------ | -------------- | ---------------------- | -------------- | ------------------ |
|        | Přísaha        | pravicový populismus   | Robert Šlachta | 15/28              |
|        | Motoristé sobě | národní konzervatismus | Petr Macinka   | 13/28              |

## Volební výsledky

### Evropský parlament
| Volby | Lídr v seznamu | Hlasy   | %          | Mandáty | ±    | Frakce EP |
| ----- | -------------- | ------- | ---------- | ------- | ---- | --------- |
| 2024  | Filip Turek    | 304 623 | 10,26 (#3) | 2/21    | nový | PfE       |

### Senátní volby
| Volby | Lídr           | Hlasy | %   | Mandáty | Umístění |
| ----- | -------------- | ----- | --- | ------- | -------- |
| 2024  | Robert Šlachta | 8 099 | 1,0 | 1/27    | #9       |